# John Wishart

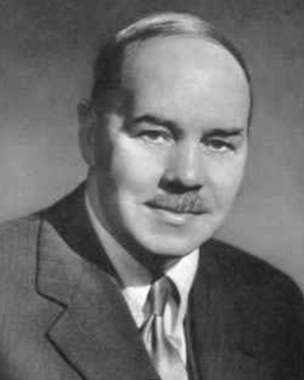
John Wishart

John Wishart (* 28. November 1898 in Montrose, Schottland; † 14. Juli 1956 in Acapulco, Mexiko) war ein schottischer Statistiker.

## Leben
Wishart wuchs in Perth in Schottland auf, ging dort zur Schule und studierte ab 1916 an der University of Edinburgh, wo er auch Vorlesungen von E. T. Whittaker besuchte. Mit Beginn des Ersten Weltkrieges wurde seine Universitätsausbildung unterbrochen, und er leistete seinen Wehrdienst in der Britischen Armee. 1922 konnte er sein Studium mit Abschlüssen in Mathematik und Physik beenden. Anschließend war er als Lehrer an einer High School in Leeds tätig. Auf Empfehlung von Whittaker wurde er 1924 Assistent am University College London  bei Karl Pearson, bei dem er an der Erstellung eines Tabellenwerks der unvollständigen Betafunktion arbeitete und sich auf dem Gebiet der mathematischen Statistik spezialisierte. Nach seiner Promotion wechselte er als Assistent für Statistik an die Rothamsted  Experimental Station zu Ronald Fisher. 1931 ging er an die University of Cambridge. Dort wurde er Dozent für Statistik an der landwirtschaftlichen Fakultät. Während des Zweiten Weltkrieges war er von 1940 bis 1942 beim militärischen Geheimdienst und anschließend bei der Britischen Admiralität tätig. Nach Kriegsende ging er an die Universität Cambridge zurück und war ab 1953 Leiter des Statistical Laboratory.
In einer Arbeit von 1928 entwickelte er eine spezielle Wahrscheinlichkeitsverteilung,
eine matrixvariate Entsprechung der χ2-Verteilung. Sie erhielt später den Namen Wishart-Verteilung.
1931 wurde Wishart zum Mitglied (Fellow) der Royal Society of Edinburgh gewählt. Außerdem war er Fellow der Royal Statistical Society und der  American Statistical Association.
1956 starb Wishart bei einem Badeunfall in Acapulco.

## Schriften (Auswahl)
- John Wishart: The generalised product moment distribution in samples from a normal multivariate population. In: Biometrika. 20A, Nr. 1–2, 1928, S. 32–52, doi:10.2307/2331939.
- John Wishart: Growth-rate determinations in nutrition studies with the bacon pig, and their analysis. In: Biometrika. Band 30, Nr. 1–2, 1938, S. 16–28, doi:10.2307/2332221.
- John Wishart: Moment coefficients of the k-statistics in samples from a finite population. In: Biometrika. Band 39, Nr. 1–2, 1952, S. 1–13, doi:10.2307/2332458.